# 아이마스튜디오
<아이마스튜디오>는 반다이 남코 게임스의 컴퓨터 게임 <THE IDOLM@STER>시리즈에 관련한 인터넷 라디오 프로그램이다. 2011년 4월 8일부터 매주 금요일에, HiBiKi Radio Station에서 전달되고 있다. 퍼스널리티는, 아마미 하루카 역의 나카무라 에리코와 키사라기 치하야 역의 이마이 아사미.
정식 전달 개시에 앞서 <애니메이션 <아이돌마스터> 라디오 (가)>로서 프리 전달이 3회 실시되었다. 또, <아이마스튜디오 사테라이트 스테이션>이라는 타이틀로, 니코니코 생방송으로의 생방송도 행해지고 있다.
당초는 텔레비전 애니메이션 <THE IDOLM@STER>의 관련 프로그램으로서 개시되었지만, 제75회부터는 리뉴얼을 해 애니메이션 <아이돌마스터>뿐만이 아니라 <THE IDOLM@STER>시리즈로서의 프로그램이 되었다. 이에 맞추어, 프로그램 배너로부터 <TV애니메이션>의 문자가 삭제되었다.
당초는 1, 2개월에 1명의 페이스로 게스트를 부르고 있었지만, 2012년 8월 3일 방송의 제70회의 공개 녹음 <모두와 보내는 여름휴가 (방학) with 에릿쿠쿠라푸토린>으로부터 약 1년 간 게스트의 출연은 없었다. 2013년 7월 5일 방송의 제118회 이후부터 반대로 높은 빈도로 게스트를 부르게 되어, 주로 <신데렐라 걸즈> <MILLION LIVE>로부터 2명씩 2주 연속 출연하는 형태가 되고 있다.

## 코너
우노요리
보통 편지를 소개. 제27회까지의 코너명은 <후츠오타>였다.
아이마스백명 일수~치하야부등
아이돌마스터의 등장 인물을 관련된 백명 일수를 소개.
(가) 프로그램 예고
마음대로 만든 애니메이션의 프로그램 예고를 소개.
아이돌 24시!
청취자로부터 보내진, 아이돌마스터의 등장 인물이 <언제> <어디서> <누가> <무엇을 하고 있었다>인지를 소개.
im@stter
애니메이션의 감상을 <모군소리 사이트풍>으로 소개.
절대 나 넘버 1!
청취자로부터 보내져 온, 반드시 (그 청취자가) 세계 제일이라고 생각하고 있는 것을 소개.
제멋대로 리얼 765프로
마음대로 리얼 765프로 기획이나 새로운 상품을 생각한다.
380 프로파일링
읽기는 <미바네 프로파일링>. 아이돌마스터의 등장인물의 외관으로부터 그 인물의 성격 등을 추측.
사이 스튜디오
애니메이션 스탭에 대한 질문 등을 보낸다.
GO To THE NEXT STAGE
애니메이션의 최종회의 뒤의 계속을 생각한다.
제멋대로 P의 방
애니메이션의 공식 홈 페이지의 코너 <P의 방>을 라디오 상에서 한다.
GO TO THE 야마노홀
공개 녹음의 코너나, 판매하는 상품을 생각한다.
신 코너 오디션
청취자에게 모집한 제75회의 리뉴얼 후에 실시하는 코너안을 소개.
보트를 찍어버렸m@ster!?
아이돌마스터 그라비아 포 유!에서 의도하지 않고 찍힌 <보트 사진>을 소개.
아이거리 크 천국
<아이마스한 풍경>을 소개.
카와다 선생님·모리시타 선생님
지금까지의 <THE IDOLM@STER>시리즈 내의 등장인물이 아닌<카와다 선생님> <모리시타 선생님>이 프로그램의 주제가 <아에이웨오아!>의 가사에 등장하는 것부터, 청취자 주위의 독특한 선생님을 소개.
아이마스도 글자? 핏탄
아이돌마스터에 관계한 말을 모방한 것을 소개.
가짜 하루카·가짜 치하야의 코너
보통 하루카·치하야이면 말하지 않고 있을 일을 모집해, 거기에 나카무라·이마이가 소리를 맞힌다.
올 765 일본
765프로의 아이돌들이 담당하고 있을 것 같은 라디오 프로그램을 소개.
분케이P presents 이것을 먹이고 싶다!
청취자에게 모집한 나카무라·이마이가 먹어 주었으면 하는 것을 프로그램 내에서 소개해 2명이 그것을 먹는다.
프티마스 프티쌀
애니메이션 <프티마스! - 프티 아이돌마스터->의 감상을 프티들과 P를 합한 인원수의 15문자 이내에서 소개. 당초는 13문자 이내에서 모집하고 있었다.

### 내용주
1. ↑  착각에 의한 것.